# Bill Miller (astista)
William Waring Miller, detto Bill (Dodge City, 1º novembre 1912 – Paradise Valley, 13 novembre 2008), è stato un astista statunitense.

## Biografia
Ai Giochi della X Olimpiade vinse l'oro nel salto con l'asta ottenendo un risultato migliore del giapponese Shūhei Nishida (medaglia d'argento) e dello statunitense George Jefferson.

## Palmarès
| Anno | Manifestazione  | Sede        | Evento           | Risultato | Misura  | Note            |
| ---- | --------------- | ----------- | ---------------- | --------- | ------- | --------------- |
| 1932 | Giochi olimpici | Los Angeles | Salto con l'asta | Oro       | 4,315 m | Record olimpico |